# Daguan (Anqing)
Daguan (chiń. upr. 大观区; chiń. trad. 大觀區; pinyin Dàguān Qū)) – dzielnica miasta Anqing w prowincji Anhui we wschodnich Chińskiej Republice Ludowej. Liczba mieszkańców dzielnicy, w 2010 roku, wynosiła 275 000.